# Peltophryne taladai
Peltophryne taladai är en groddjursart som först beskrevs av Schwartz 1960.  Peltophryne taladai ingår i släktet Peltophryne och familjen paddor. IUCN kategoriserar arten globalt som sårbar. Inga underarter finns listade i Catalogue of Life.